# Barāl River
Barāl River är ett vattendrag i Bangladesh.   Det ligger i provinsen Rajshahi, i den centrala delen av landet, 150 kilometer nordväst om huvudstaden Dhaka.
Trakten runt Barāl River består till största delen av jordbruksmark. Runt Barāl River är det mycket tätbefolkat, med 1 177 invånare per kvadratkilometer.